# Pamsendorf
Pamsendorf ist ein Ortsteil der Stadt Pfreimd im Landkreis Schwandorf.

## Geografie
Pamsendorf liegt etwa 25 Kilometer westlich der Landesgrenze zu Tschechien im mittleren Oberpfälzer Wald, rund sieben Kilometer östlich der Stadt Pfreimd auf einer Höhe von 540 Metern.
Der Ort ist über die Kreisstraßen SAD 34 oder SAD 36 zu erreichen. In etwa drei Kilometer Entfernung in südöstlicher Richtung erheben sich bei der Ortschaft Trefnitz der Große Kulm (609 m) und der Kleine Kulm (599 m).

## Geschichte

### Siedlung Pamsendorf
Slawische Ortsnamen wie Gleiritsch, Hohentreswitz oder Trefnitz belegen eine frühe Besiedlung der Gegend um den Kulm. In einer weiteren Siedlungsphase, deren Schwerpunkt im 10. Und 11. Jahrhundert lag, entstanden eine Reihe von "dorf"-Orten wie Pamsendorf, Fuchsendorf, Pischdorf oder Altendorf, denen „richt“-Orte und „ried“-Orte wie Trichenricht, Lampenricht oder Zeinried folgten.
Einem Urbar aus dem Jahre 1413, in dem die Abgaben einzelner Dörfer aufgelistet sind, steht unter Pennsendorff (Pamsendorf): „Item daselbs 1 Achtel habern“. Die aufgeführten Ortschaften gehörten zum Pflegamt Nabburg. In einem weiteren Salbuch aus den Jahren 1473/75 sind unter Pamsendorf folgende Abgaben aufgeführt: Geldzins 6 Schilling und 15 Pfennig, 2 Achtel Hafer.

### Dreißigjähriger Krieg
Der Dreißigjährige Krieg von 1618 bis 1648 war ein Konflikt um die Vorherrschaft im Heiligen Römischen Reich Deutscher Nation und in Europa und zugleich ein Religionskrieg, der auch 1621 die Oberpfalz erreichte und verheerende Auswirkungen in wirtschaftlicher, gesellschaftlicher und kultureller Art hatte. Auch das Amt Nabburg, zu dem Pamsendorf gehörte, war davon stark betroffen. Raub, Brand und Plünderungen setzten die Leute in Angst und Schrecken, die Viehbestände waren stark reduziert. Seuchen und Hungersnöte dezimierten die Bevölkerung im Amt Nabburg in dieser Zeit um etwa 40 Prozent. Die Bewohner Nabburgs und der umliegenden Dörfer mussten für die Kriegskosten aufkommen. So hatte Pamsendorf in den Jahren 1628 bis 1651 Kriegsaufwendungen von 1771 Gulden und 45 Kreuzern zu tragen.

## Steuerdistrikt und Gemeindebildung
Das Königreich Bayern wurde 1808 in 15 Kreise eingeteilt. Diese Kreise wurden nach französischem Vorbild nach Flüssen benannt (Naabkreis, Regenkreis, Unterdonaukreis usw.). Die Kreise gliederten sich in Landgerichtsbezirke. Die Bezirke wiederum sollten in einzelne Gemeindegebiete eingeteilt werden. 1811 wurde das Landgericht Nabburg in 58 Steuerdistrikte eingeteilt. Einer davon war Pamsendorf, bestehend aus den Dörfern Pamsendorf und Trefnitz. Im gleichen Jahr gab es im Landgericht Nabburg 22 Obmannschaften, was im heutigen Sinn einer Gemeinde entspricht. Zur Obmannschaft Pamsendorf gehörten Pamsendorf, Trefnitz, Weidenthal, Gleiritsch, Steinach, Hebenhof, Stöcklhof, Krohermühle und die Sägmühle bei Lampenricht. Ein Großteil dieser Orte wechselte nach einer neuerlichen Einteilung in das Landgericht Oberviechtach. Die eigenständigen Gemeinden Bernhof und Gleiritsch entstanden. Nach dem Gemeindeedikt von 1818 gab es am 14. Juni 1819 ein Verzeichnis der bestehenden Gemeinden im Landgericht Nabburg. Die Gemeinde Pamsendorf mit seinen 96 Familien umfasst folgende Ortschaften, Weiler und Einöden: Pamsendorf, Trefnitz, Fuchsendorf, Bornmühle, Tauchersdorf, Wiesensüß, Kurmhof, Oberpfreimd, Rappenberg und Löffelsberg. Im Jahre 1828 gab es in der Landgemeinde Pamsendorf 58 Wohngebäude mit 68 Familien und 394 Einwohnern. Folgende Ortschaften, Weiler und Einöden gehörten zur Gemeinde: Häuslberg, Kurmhof, Löffelsberg, Oberpfreimd, Pamsendorf, Rappenberg, Tauchersdorf, Trefnitz, Wiesensüß.

## Auflösung der Gemeinde Pamsendorf
Am 1. Januar 1971 wurde die Gemeinde Pamsendorf aufgelöst und in die Gemeinde Hohentreswitz eingegliedert. Die Eingliederung der Gemeinde Hohentreswitz in die Stadt Pfreimd erfolgte am 1. Mai 1978. Die Ortsteile Häuslberg und Trefnitz wechselten in die Gemeinde Guteneck. Grubhof, Tauchersdorf und Wiesensüß wurden in den Gemeindebereich der Stadt Nabburg eingegliedert.

## Sehenswürdigkeiten
- Kirche St. Wolfgang
- Windpark Pamsendorf

## Bildergalerie

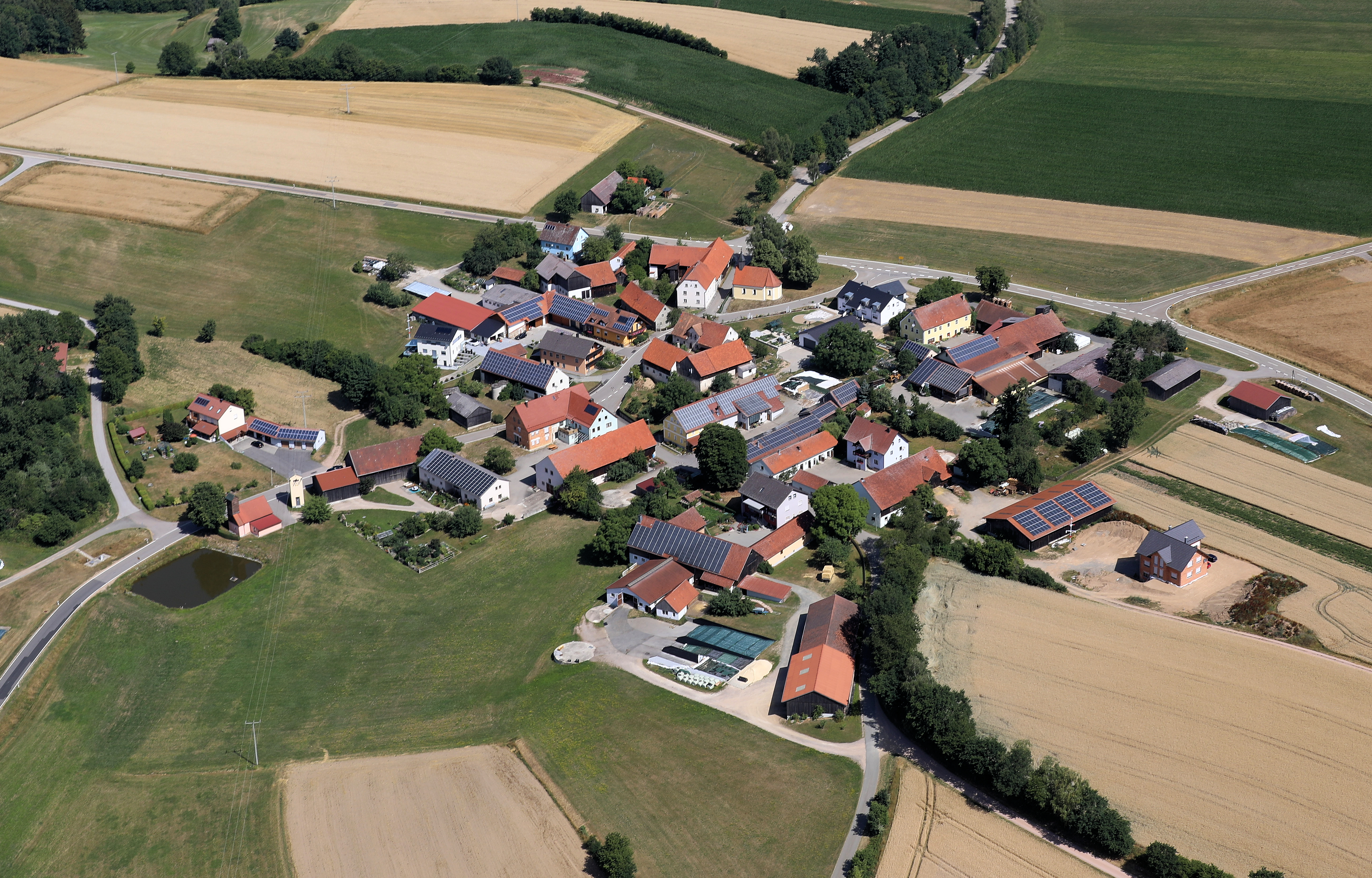
Pamsendorf (2022)
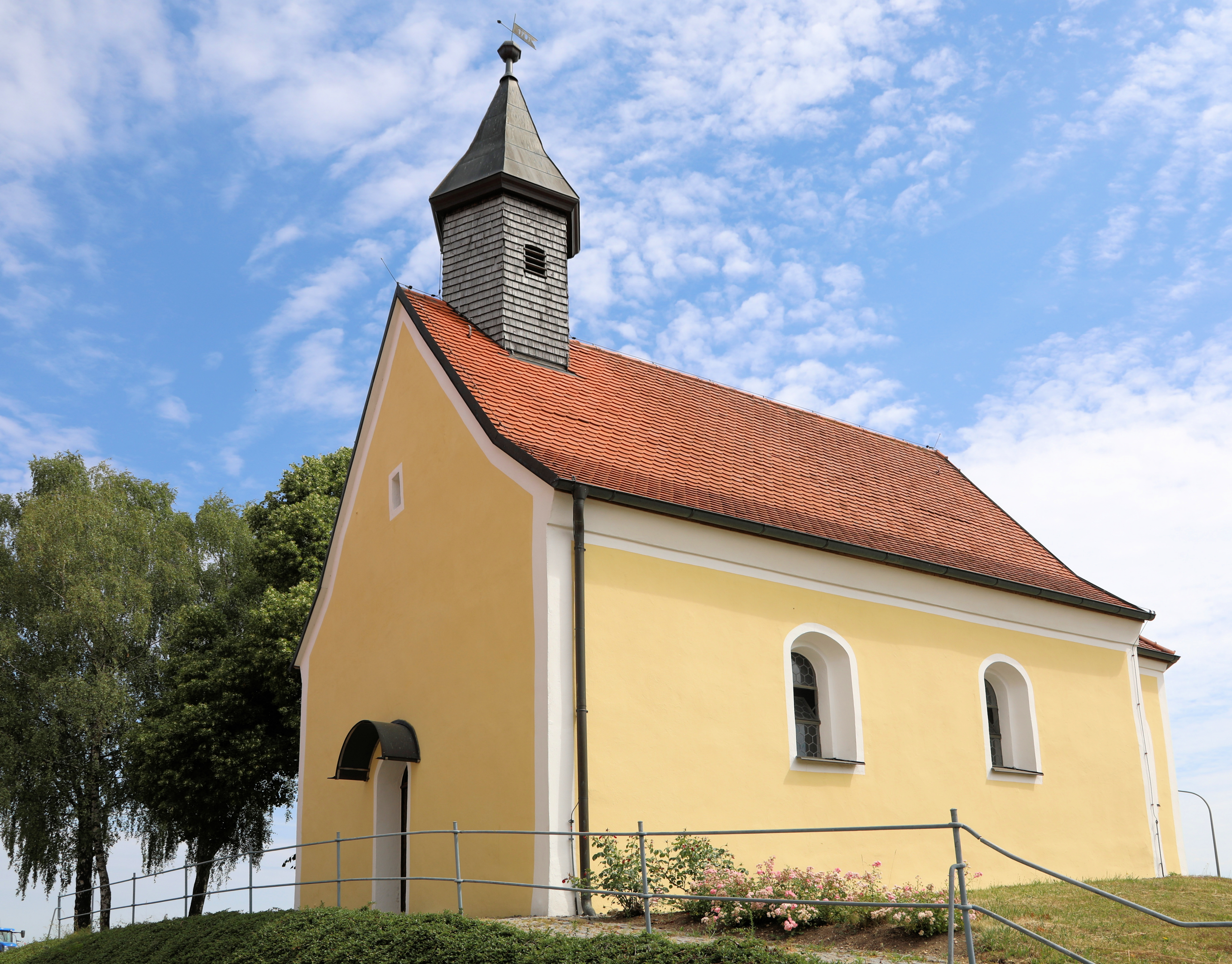
St. Wolfgang (2022)
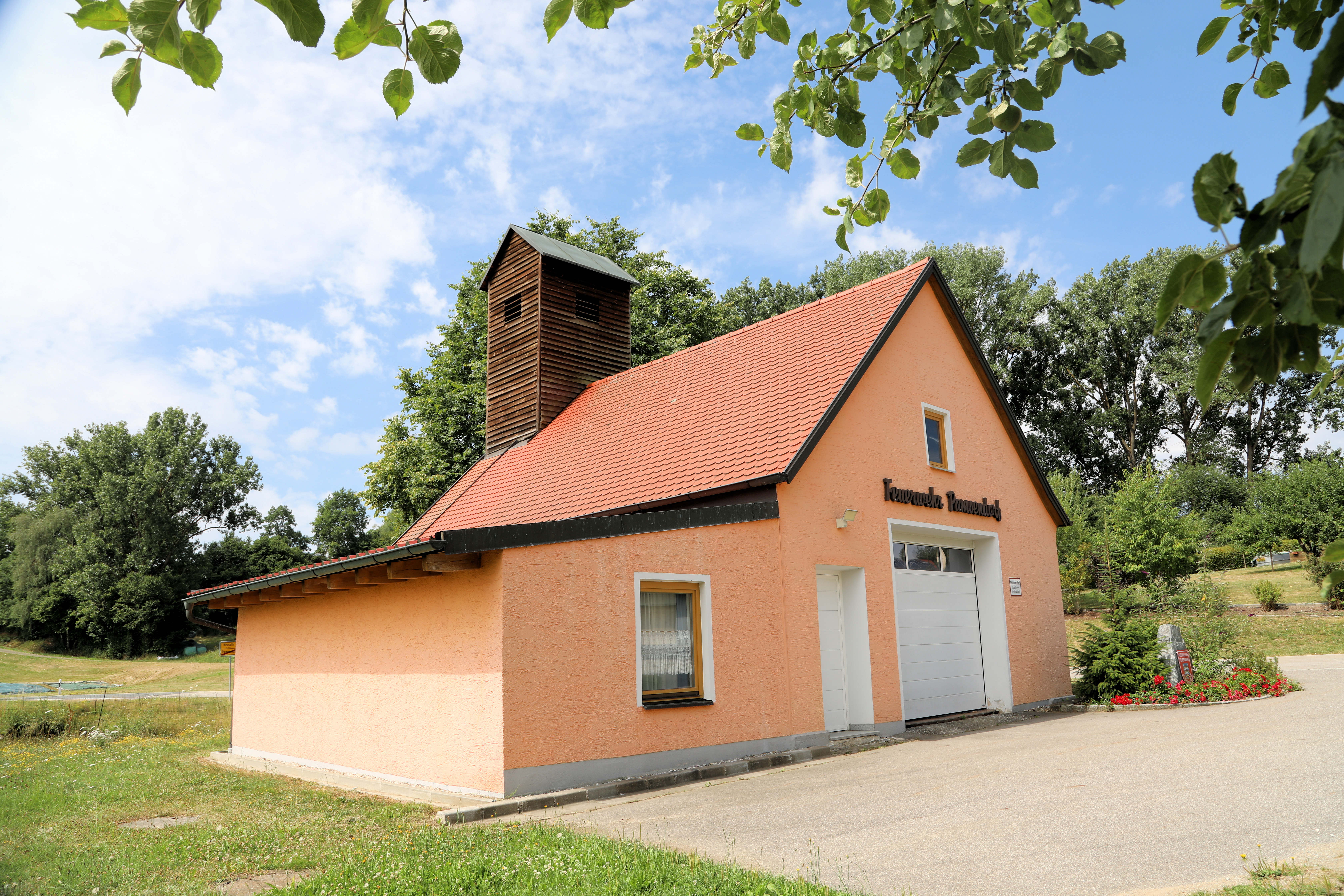
Feuerwehrhaus (2022)
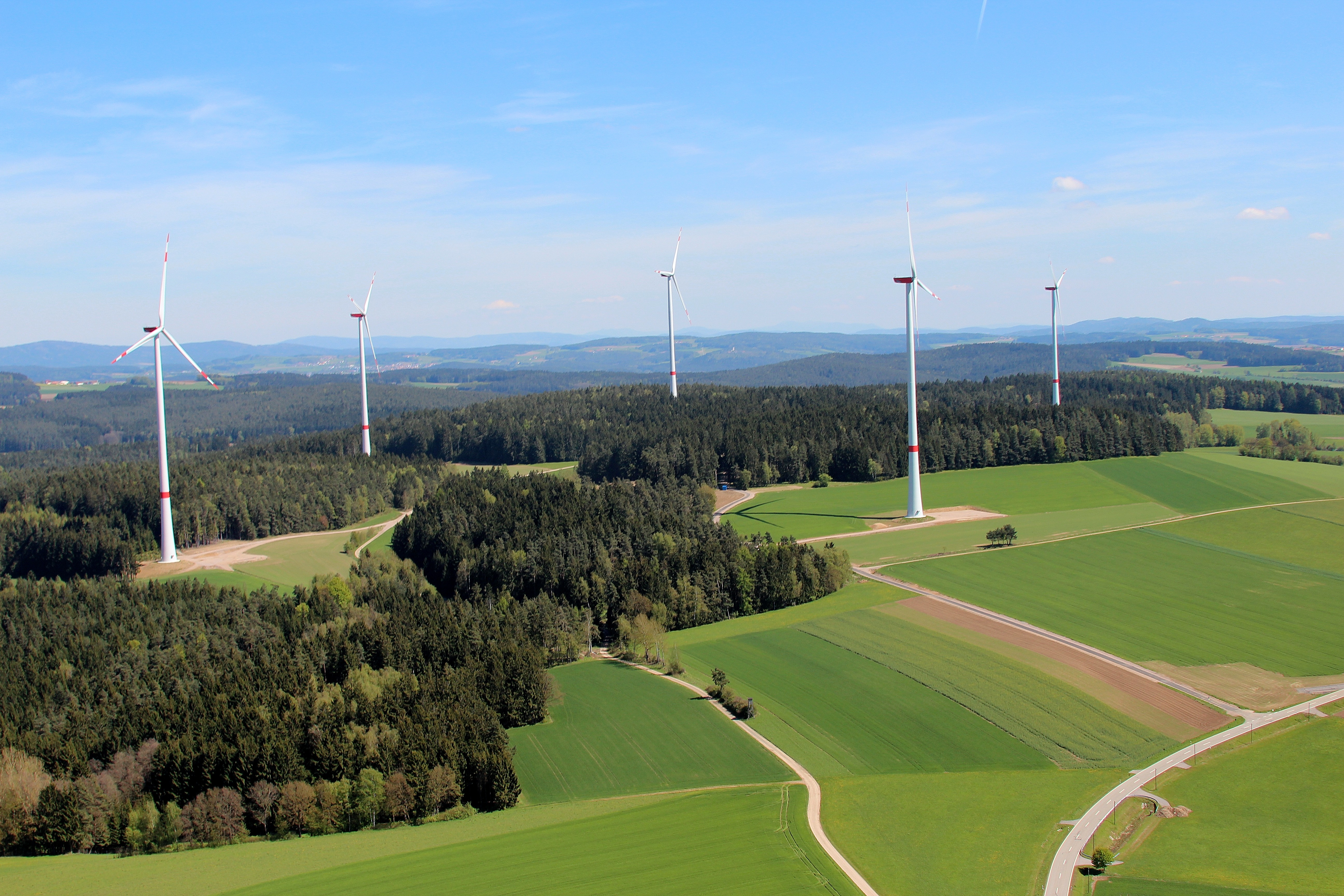
Windpark Pamsendorf (2017)
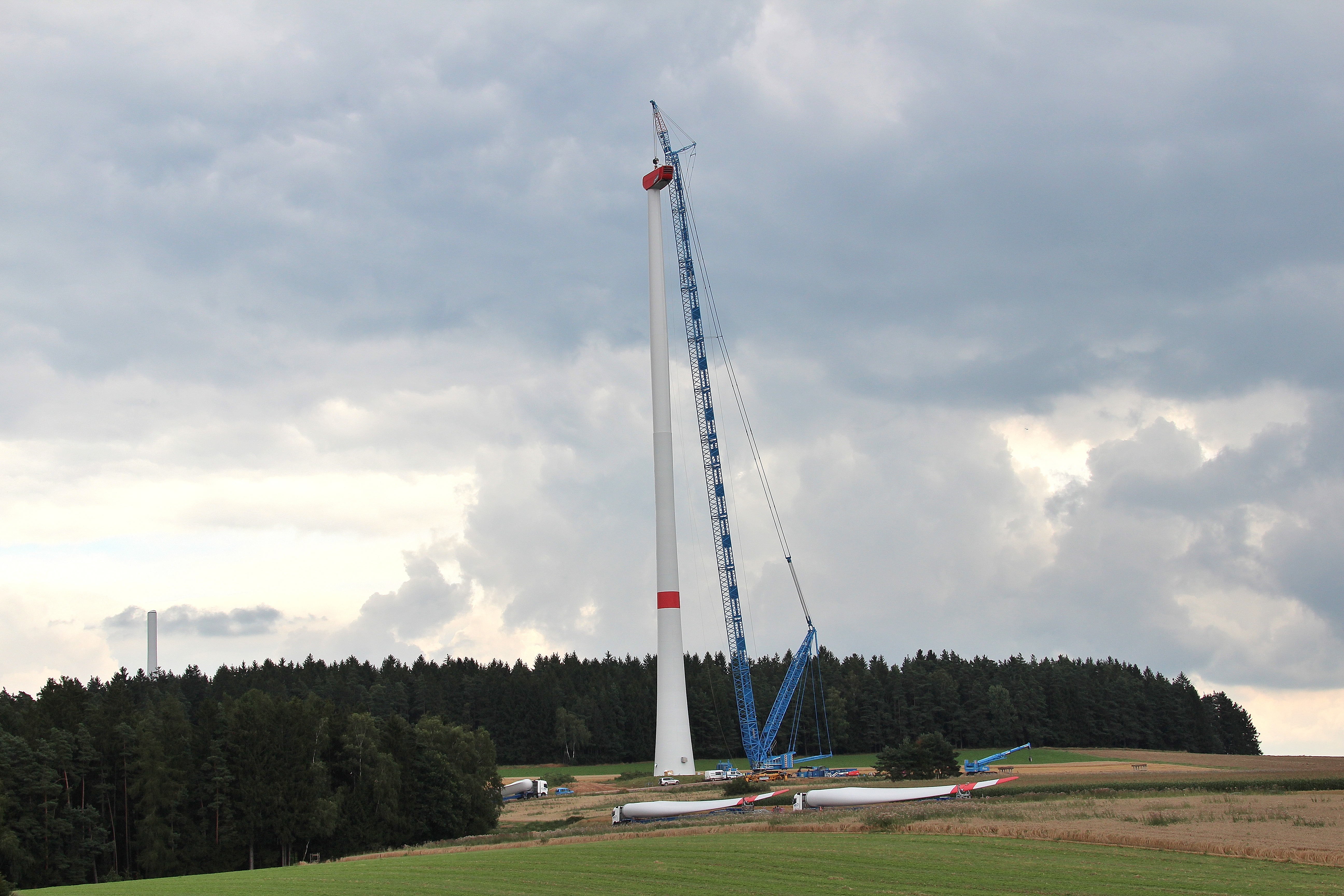
Windpark Pamsendorf, WEA 01 (August 2016)